# Ion Creangă

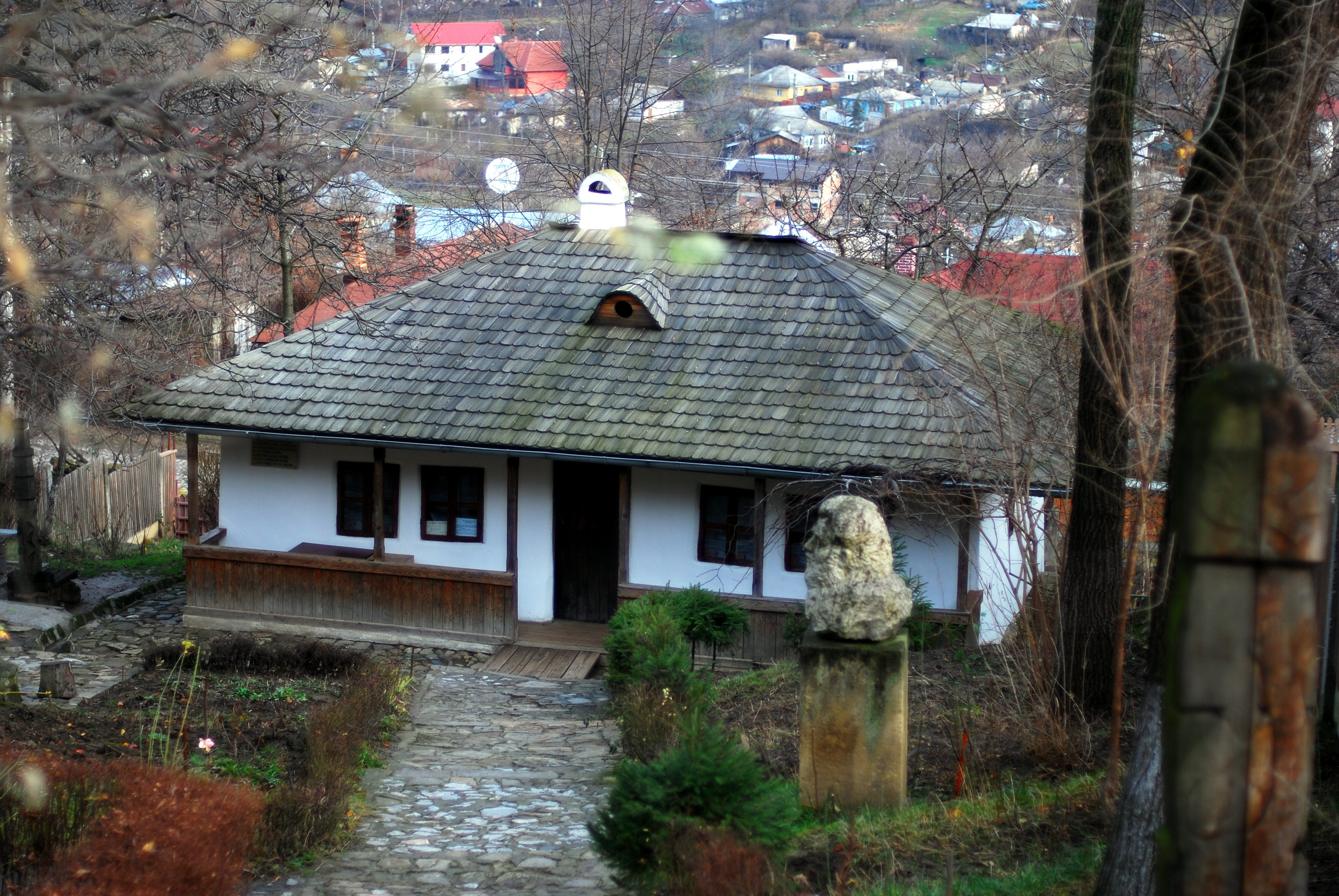
Zachowany chłopski dom Creangi na przedmieściach Jassów

Ion Creangă (ur. 1 marca 1837 w Humulești, zm. 31 grudnia 1889 w Jassach) – rumuński twórca literatury dziecięcej i młodzieżowej i pamiętnikarz.
Ion Creangă urodził się jako pierwszy syn chłopskiej rodziny z północnej Mołdawii. Uczył się najpierw w lokalnej szkole w rodzinnym Humulești, następnie w Broşteni i wreszcie w Târgu Neamț, pod okiem Isaiaha Teodorescu, którego uwiecznił w opowiadaniu Ojciec Duhu. Matka Creangi chciała by został księdzem, więc kontynuował edukację w Fălticeni i szkole klasztoru Socola w Jassach. Swoje dzieciństwo, a następnie podróże za nauką stały się po latach podstawą jego najważniejszego dzieła: Wspomnień z dzieciństwa.
W 1858 zakończył studia w Socola i ożenił się, a następnie został wyświęcony na diakona. Sześć lat później znów rozpoczął naukę, chcąc zostać nauczycielem; już po roku studiów zaproponowano mu posadę asystenta nauczyciela w szkole przy cerkwi Trzech Świętych Hierarchów w Jassach; równocześnie współpracował przy tworzeniu podręczników do nauki pisania i czytania w szkołach podstawowych. Konflikt z przełożonymi parafii przy cerkwi dawnego monasteru Golia, do której był przypisany i nazbyt świeckie rozrywki (m.in. uczęszczał do teatru, a także zabawiał się strzelaniem do gawronów na klasztornym podwórcu) spowodowały, że został zawieszony w prawach diakona i nauczyciela. Kupił wtedy mały, chłopski dom na obrzeżach miasta (obecnie izba pamięci pisarza), gdzie (porzucony przez żonę) mieszkał z małym synem, a utrzymywał się ze sprzedaży tytoniu. Dzięki pomocy Titu Maiorescu w 1874 odzyskał posadę nauczycielską.
W 1875 poznał szkolnego inspektora, a prywatnie – wybitnego poetę – Mihaia Eminescu, który zachęcił go do pisania. Eminescu, wyrafinowany intelektualista, był przeciwieństwem słabo wykształconego Creangi, w którym dostrzegł jednak samorodny i autentyczny geniusz. Zachęcił go do pisania i wprowadził do koła literackiego Junimea; miał także – prawdopodobnie – znaczny wpływ na twórczość Creangi, któremu przedstawił tłumaczenia literatury światowej i wyjątki dawnego piśmiennictwa rumuńskiego. Zauważalna jest jakościowa zmiana w pisarstwie Creangi po tym, jak Eminescu (chwilowo bez środków do życia) spędził rok w jego domu (1876-77). Creangă, mimo że w swoim domu w Jassach żył jak prosty chłop z Humulești, a świat mu znany ograniczał się do północnej Mołdawii, miał chłonny umysł, zdolny do absorpcji wartości literatury światowej, i przetworzenia ich w oparciu o solidną, tradycyjną wiejską mądrość.
Obaj pisarze pozostali przyjaciółmi do końca życia. Ion Creangă przeszedł w 1887 na emeryturę, dwa lata później zmarł na epilepsję (kilka miesięcy po śmierci Eminescu).
Cechą pisarstwa Creangi było opisywanie realistycznego świata prostych ludzi, ale wykorzystanie baśniowych schematów opowieści. Elementy fantastyczno-religijne jak Trójca Święta, Śmierć lub Święta Piątek wkraczają do chłopskiego świata, z którego wywodził się pisarz, i wchodzą w interakcje z jego mieszkańcami. Obserwacje Creangi na temat natury ludzkiej są ironiczne, ale ciepło-humorystyczne, ukazują różne aspekty dziewiętnastowiecznej chłopskiej mentalności. Szczególnie pełne tego typu satyrycznych obserwacji są Wspomnienia z dzieciństwa, uznawane za jego arcydzieło; jednym z ważniejszych komicznych postaci w tych pamiętnikach jest sam narrator.
Ważniejsze dzieła
- Capra cu trei iezi (1875)
- Dănilă Prepeleac (1876)
- Fata babei și fata moșneagului (1877; wybór polski: Czarodziejskie opowieści, 1933)
- Povestea lui Harap-Alb (1877)
- Ivan Turbincă (1878)
- Wspomnienia z dzieciństwa (cztery tomy, 1881-1892; wybór polski wydany w 1960)

Czeski poeta Oldřich Vyhlídal napisał wiersz V rodném kraji básníka Iona Creangy. Utwór ten został wydrukowany w tomiku Hnízda na vodě z 1959 roku.